# Iris yebrudii
Iris yebrudii är en irisväxtart som beskrevs av John Edward Dinsmore och Chaudhary. Iris yebrudii ingår i släktet irisar, och familjen irisväxter.
Artens utbredningsområde är Syrien.

## Underarter
Arten delas in i följande underarter:
- I. y. edgecombii
- I. y. yebrudii